# Rio Negro (Amazonka)
Rio Negro (portugalsko Rio Negro [ˈʁi.u neɡɾu]; špansko Río Negro [ˈri.o ˈneɣɾo] "Črna reka") ali Guainía, kot je znana v svojem zgornjem delu, je največji levi pritok Amazonke. Reka (predstavlja približno 14 % vode v porečju Amazonke), največja reka s črno vodo na svetu in ena od desetih največjih rek na svetu glede na povprečni pretok.

## Geografija

### Zgornji tok
Izvir Rio Negra leži v Kolumbiji, v departmaju Guainía, kjer je reka znana kot reka Guainía. Mlada reka na splošno teče v smeri vzhod-severovzhod skozi nacionalni rezervat Puinawai in na svoji poti mimo več majhnih avtohtonih naselbin, kot so Cuarinuma, Brujas, Santa Rosa in Tabaquén. Po približno 400 km reka začne tvoriti mejo med kolumbijskim departmajem Guainía in venezuelsko državo Amazonas. Po prehodu kolumbijske skupnosti Tonina in Macanal reka zavije proti jugozahodu. Maroa je prvo venezuelsko mesto, mimo katerega teče reka. 120 km nižje reka prejme kanal Casiquiare z leve (severne) in tvori edinstveno povezavo med Orinokom in porečjem Amazonke. Odslej se reka imenuje Rio Negro.

### Srednji tok
Reka se zdaj nadaljuje v jugovzhodni smeri mimo venezuelskega mesta San Carlos de Río Negro, njegovega največjega naselja ob reki, in kolumbijskega San Felipeja. V tem odseku se reka nenehno napaja s pritoki z obeh strani in se hitro poveča, tako da nastanejo veliki rečni otoki, kar je skupna značilnost vseh rek v porečju Amazonke. Po oblikovanju meje med Kolumbijo in Venezuelo v dolžini 260 km Rio Negro doseže Piedra del Cocuy, magmatsko kamninsko formacijo iz predkambrijskega obdobja, ki pripada Gvajanskemu ščitu. Tukaj je tromeja Kolumbije, Venezuele in Brazilije na sredini reke in zdaj popolnoma vstopa v državo Amazonas v Braziliji. Po prečkanju Cucuíja se reka nadaljuje proti jugu in le nekaj kilometrov začasno zavije proti zahodu. V Missão Boa Vista se reka Içana združi z Rio Negro in v São Joaquimu reka Uaupes, največji pritok Rio Negra, prav tako vstopi z desne strani. Rio Negro zdaj izrazito zavije proti vzhodu in na svoji poti oblikuje več brzic in majhnih otočkov. Nato gre mimo Sao Gabriel da Cachoeira, pomembnega trgovskega mesta. Po še nekaj brzicah in mogočnem pogledu na gorsko verigo Adormecida reka zapusti Gvajanski ščit, ki ga je prečkala v zgornjem in srednjem toku.

### Spodnji tok
Potem ko reka Marié vstopi v Rio Negro, reka nadaljuje svojo pot proti vzhodu in oblikuje veliko velikih otokov ter se na več lokacijah zelo razširi. Teče mimo lokalnih skupnosti, kot je Santa Isabel do Rio Negro. V deževnem obdobju reka poplavi deželo daleč naokoli, včasih do širine 30 km, na velike razdalje. V tej sezoni, od aprila do oktobra, je to zaporedje lagun, polnih dolgih otokov in zapletenih kanalov z veliko vodnimi živalmi. Blizu Carvoeira, zadnjega večjega pritoka Rio Negra, se reka Branco združi z Rio Negro in slednja začasno tvori mejo med zvezno državo Roraima in državo Amazonas v Braziliji. Reka se zdaj obrne bolj proti jugovzhodu in postane spet zelo široka v mnogih odsekih, preden doseže največje mesto na svojem toku Manaus.
Narodni park Anavilhanas, 350.018 hektarjev velika ohranitvena enota, ki je bila prvotno ekološka postaja, ustanovljena leta 1981, ščiti del rečnega arhipelaga Anavilhanas v tem delu reke. Pod arhipelagom se sreča z reko Solimões in tvori reko Amazonko, kar ustvarja pojav, znan kot Srečanje voda.

## Reke izviri in največji pritoki
Rio Negro ima dve reki izvira:
- Desni izvir reke: Río Guainía
  - Desni pritok: Río Aquio
  - Levi pritok: Río Conorochite
- Levi izvir reke: Río Casiquiare
  - Levi pritok: Río Siapá
  - Levi pritok: Río Pasimoni

Največji pritoki reke Rio Negro (od sotočja obeh izvirov) vključujejo (dolvodno):
| Desni | Levi |
| - Río Xié - Rio Içana - Rio Uaupés - Rio Curicuriari - Rio Marié - Rio Tea - Rio Urubaxi - Rio Ararirá - Rio Cuiuni - Rio Caurés - Rio Unini - Rio Jaú - Rio Padurari | - Rio Cauaburi - Rio Marauiá - Rio Padauiri - Rio Demini - Rio Jufari - Rio Branco - Rio Jauaperi - Rio Camananaú - Rio Apuaú - Rio Cuieiras |

## Zgodovina
Reko je poimenoval španski raziskovalec Francisco de Orellana, ki je prvi naletel nanjo leta 1541. Do sredine 17. stoletja so se jezuiti naselili ob njenih bregovih v središču številnih plemen: Indijancev Manau, Aruák in Trumá. Po letu 1700 je bilo suženjstvo ob reki običajno in populacija ameriških staroselcev se je po stiku z evrazijskimi boleznimi močno zmanjšala. To območje je bilo prizorišče snemanja filma Survivor: Amazonka leta 2003.

## Favna in flora
Medtem ko ime Rio Negro pomeni Črna reka, je njena voda po barvi podobna močnemu čaju, kar je značilno za črnovodne reke. Temna barva izvira iz huminske kisline zaradi nepopolne razgradnje vegetacije, ki vsebuje fenole, s peščenih jas. Reka je dobila ime, ker je od daleč videti črna.
Veliko je bilo napisanega o produktivnosti Rio Negra in drugih črnovodnih rek. Starejša ideja, da so to 'reke lakote', se z novimi raziskavami umika priznanju, da na primer Rio Negro podpira veliko ribiško industrijo in ima številne plaže z želvami. Če raziskovalci v 17. stoletju ob reki Rio Negro niso našli veliko domorodnih ljudstev, je verjetno, da se je njihova populacija zmanjšala zaradi novih nalezljivih bolezni in vojn in ne zaradi nizke produktivnosti reke.
Rio Negro ima zelo veliko bogastvo vrst. V porečju je bilo dokumentiranih približno 700 vrst rib, ocenjeno pa je, da je skupno 800–900 vrst rib, vključno s skoraj 100 endemiti in več neopisanimi vrstami. Med temi je veliko takšnih, ki so pomembne v akvaristični trgovini, vključno s kardinalno tetro (Paracheirodon axelrodi). Zaradi prekopa Casiquiare najdemo številne vodne vrste v Riu Negru in Orinoku. Ker Casiquiare vključuje tako črnovodne kot čiste in bele vode, lahko le razmeroma prilagodljive vrste prehajajo skozenj med obema rečnima sistemoma.
- Rio Negro blizu Manausa
- Victoria amazonica

## Sprememba nivoja vode
Oktobra 2023 je NASA poročala, da je s pomočjo Operational Land Imager z Landsatom 8 zaznala ogromen padec gladine vode v reki Rio Negro. V bližini Manausa je bila 8. oktobra 2022 določena višina 19,59 metra, kar je bila tipična vrednost za oktober. Slike s 3. oktobra 2023 iz iste regije so pokazale le 15,14 metra in 17. oktobra 2023 rekordno nizko vrednost 13,49 metra. NASA je omenila informacijo Reutersa, da je julija in septembra 2023 padlo najmanj padavin po letu 1980. To je še posebej prizadelo povodje reke Rio Negro v severni Amazoniji ter dele južne Venezuele in južne Kolumbije. Atmosferski znanstvenik René Garreaud z Univerze v Čilu je domneval, da je El Niño glavni vzrok suše. Nizek nivo vode v reki Rio Negro in drugih bližnjih rekah je motil oskrbo z vodo v stotinah skupnosti, upočasnil komercialni ladijski promet in povzročil pogin rib in delfinov, so poročali tiskovni mediji.